# Obsjtina Sjumen
Obsjtina Sjumen (bulgariska: Община Шумен) är en kommun i Bulgarien.   Den ligger i regionen Sjumen, i den östra delen av landet, 300 km öster om huvudstaden Sofija. Antalet invånare är 86 978. Arean är 136 kvadratkilometer.
Obsjtina Sjumen delas in i:
- Vetrisjte
- Vechtovo
- Gradisjte
- Dibitj
- Drumevo
- Ivanski
- Ilija Blăskovo
- Konjovets
- Lozevo
- Marasj
- Novosel
- Panajot Volovo
- Radko Dimitrievo
- Salmanovo
- Srednja
- Struino
- Tsarev brod
- Madara
- Velino
- Tjerentja

Följande samhällen finns i Obsjtina Sjumen:
- Sjumen